# Francesco Saverio Briganti
Francesco Saverio Briganti (Napoli, 18 aprile 1802 – Napoli, 19 agosto 1865) è stato un medico e naturalista italiano. A Napoli fu professore nella R. Università degli Studi, direttore del gabinetto di Materia medica dimostrativa, primo bibliotecario della Biblioteca universitaria e ispettore della R. Scuola veterinaria e di agricoltura. Cultore di botanica ed esperto micologo, fu autore di contributi specialistici e caratterizzò diverse nuove specie di funghi.

## Biografia
Francesco Saverio Briganti nacque da Vincenzo, «dottor fisico e botanico valentissimo», e da Carmela D'Amore.

### La laurea in Medicina e l'attività di bibliotecario
Compiuti regolarmente i suoi primi studi, si iscrisse alla R. Università di Napoli, laureandosi con lode in Medicina.

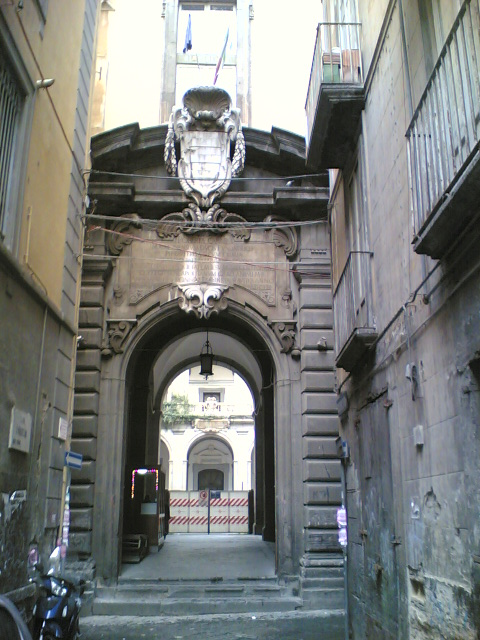
Portale di accesso al Cortile delle statue, sede della Biblioteca dell'Università degli Studi di Napoli.

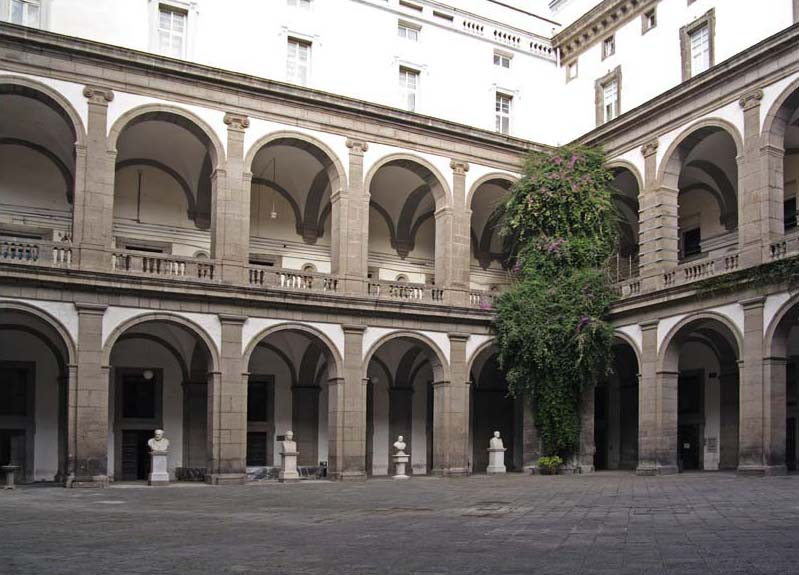
Il Cortile delle statue

Proprio in quegli anni si stava riordinando la Biblioteca dei Regi Studi, ubicata nella nuova sede al primo piano del complesso monumentale ex gesuitico della Casa del Salvatore, e Briganti, ancora giovanissimo, fu chiamato a svolgere il suo primo incarico universitario: assegnato alla biblioteca come aiutante bibliotecario del direttore Vincenzo Flauti.
«Prescelto a sì faticoso lavoro», Briganti svolse pressoché ininterrottamente questa funzione fino al 1845 quando, terminato sia il mandato di Flauti, sia le successive brevi direzioni di Francesco Maria Avellino e di Michelangelo Tedeschi, il Collegio dei Decani dell'Ateneo lo nominò nuovo primo bibliotecario. Briganti diresse la Biblioteca universitaria fino al 29 ottobre 1860 quando fu «posto al ritiro», con decreto del Direttore del Ministero dell'Istruzione Pubblica Francesco de Sanctis e del pro-dittatore Giorgio Pallavicino Trivulzio.
Con il pensionamento terminò anche la sua attività di docente universitario di Materia medica e terapeutica e direttore del Gabinetto di Materia medica dimostrativa. Attività che erano state svolte entrambe da suo padre Vincenzo e nelle quali era stato chiamato a subentrargli nel 1836. La cattedra e il gabinetto medico furono assegnati ad Antonio Villanova.

### Il Gabinetto di Materia medica dimostrativa
Il primo gabinetto di Materia medica dimostrativa, della R. Università di Napoli, fu fondato nel 1812 da Vincenzo Briganti. Nominato infatti, nel 1809, professore aggiunto per la cattedra di botanica, tenuta allora da Vincenzo Petagna, aveva avuto il «lodevole pensiero» di avviare l'allestimento di un gabinetto «di moltissimi e svariati oggetti medicinali», per «fornire la Cattedra degli strumenti necessari per la ricerca» e per supportare, con dimostrazioni pratiche, le lezioni teoriche.
Il gabinetto era dotato inizialmente di un erbario, di una collezione di preparati medicamentosi, di una raccolta di reperti di specie vegetali, proprie della Medicina dei semplici, oltre a modelli in cera e oggetti riguardanti la Tossicologia e la Brancatologia (?) igienica. Progressivamente si era arricchito, incrementando le collezioni esposte e aggiungendovene di nuove, fino a contare 1114 reperti riferibili al «Regnum vegetabili». Erano esemplari di semplici e campioni di preparati, che furono tutti elencati nel «Catalogus Simplicium Pharmacorum Musei Materiae Medicae», il primo catalogo sistematico delle dotazioni del nuovo Gabinetto scientifico, edito nell'ottobre del 1825.

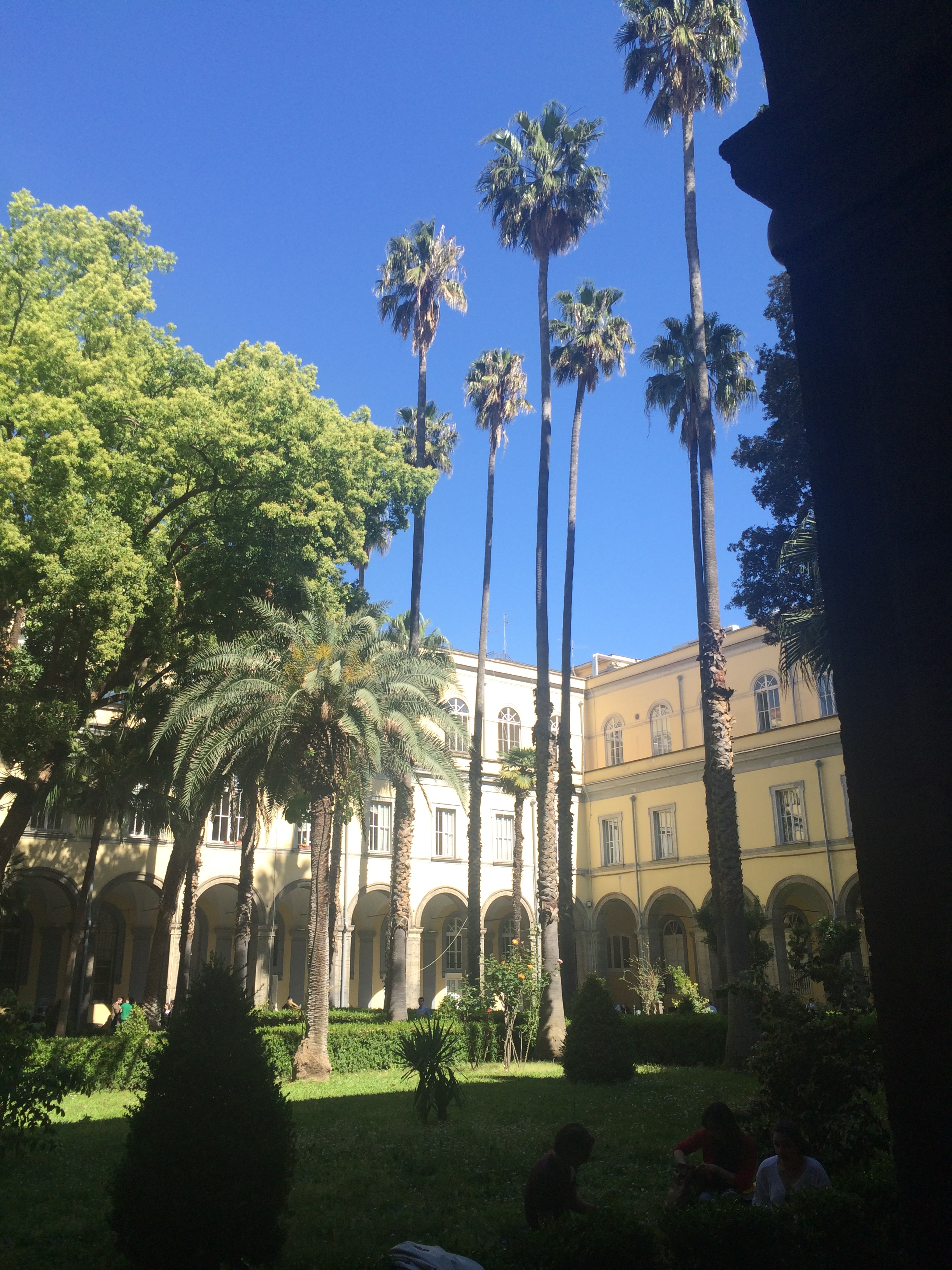
Il Chiostro di Sant'Andrea delle Dame, sede del Museo di Farmacologia

Il catalogo, in latino, era stato compilato da Francesco Briganti che, ancora giovanissimo, aveva cominciato ad aiutare il padre nell'allestimento delle collezioni. Inizialmente sotto la sua direzione, poi dopo essergli subentrato alla sua morte, Francesco Briganti integrò l'erbario con nuove piante medicinali ed estese le raccolte che andarono a includere i funghi mangerecci, sospetti e velenosi, le droghe vegetali, animali e minerali, indigene ed esotiche (tra cui le chine vere e le chine false), gli alcaloidi, i balsami, i mirobolani, le coralline, le diverse ittiocolle, i corpobalsami, gli xilobalsami, le resine e le gommoresine, e le diverse qualità di oppio, tra cui un saggio di oppio napolitano.
Dopo il pensionamento di Briganti, il gabinetto di Materia medica dimostrativa rimase assegnato all'Istituto di Farmacologia e Terapia sperimentale fino al 1887 quando, durante la direzione di Mariano Semmola, fu trasferito, assieme ad alcune cliniche e ad alcuni stabilimenti della Facoltà di Medicina, nella nuova sede del ex monastero di Sant'Andrea delle Dame, acquistato e ristrutturato con gli stanziamenti della legge del 16 luglio 1882.
Nel 1990 ci fu lo scorporo della Facoltà di medicina e chirurgia dall'Università degli Studi di Napoli (diventata intanto, il 7 settembre 1987, Università degli Studi di Napoli Federico II), e fu istituita la Seconda Università degli Studi di Napoli (poi Università degli Studi della Campania Luigi Vanvitelli, dal 22 novembre 2016). I «moltissimi e svariati oggetti medicinali» dell'originario gabinetto di Materia medica, assieme allo «strumentario», ai libri, ai ricettari e all'arredo, diventarono, dopo quasi due secoli dalla fondazione, il primo nucleo espositivo del moderno Museo di Farmacologia, passato di competenza della nuova Università.
Nel 2014, la neoistituita Seconda Università fondò il MUSA, il Museo Universitario delle Scienze e delle Arti, un centro autonomo di spesa di Ateneo articolato in sezioni. Da allora, è la Sezione di Farmacologia del più articolato MUSA, ad accogliere, nel nuovamente ristrutturato complesso monumentale di Sant’Andrea delle Dame, il moderno Museo di Farmacologia. «Nato intorno alle collezioni che costituivano il gabinetto di Materia medica» fondato nel 1812, il Museo si è poi arricchito di reperti e strumentazioni a testimoniare, ripercorrendola, la storia dello sviluppo di questa scienza dalla Lectura Simplicium alla moderna farmacologica.

## Nomine, onorificenze e altri riconoscimenti

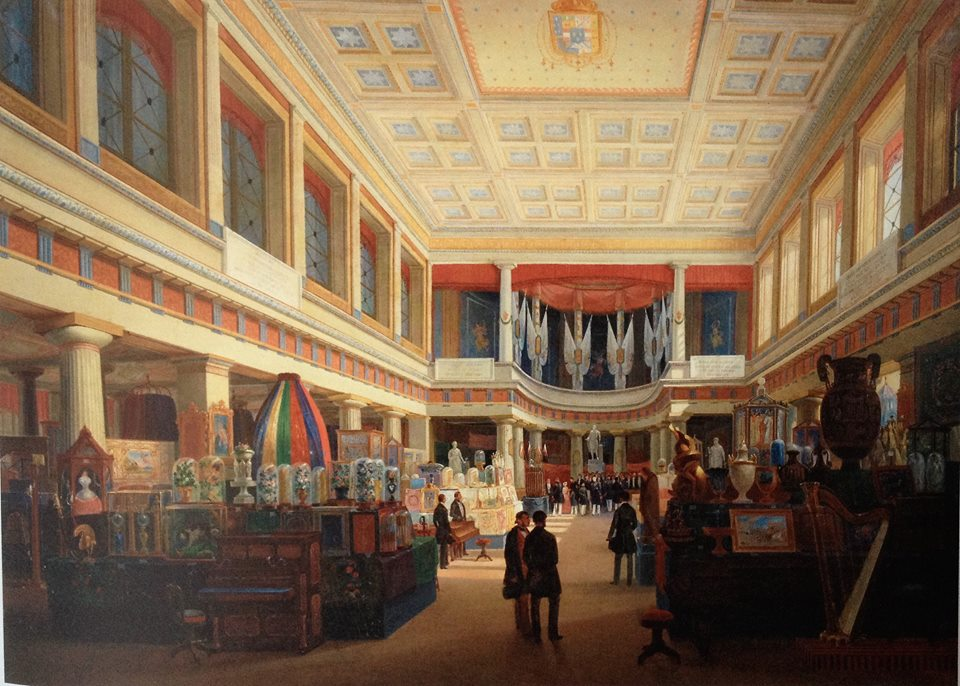
XIV Esposizione di Arti e Manifatture Industriali in Palazzo Spinelli di Tarsia, sede dell'istituto d'Incoraggiamento. Dipinto di Salvatore Fergola (1854)

A Napoli, Briganti fu socio del R. Istituto d'incoraggiamento, dell'Accademia Pontaniana, della R. Accademia delle Scienze Fisiche e Matematiche della Società Reale, nella Classe di Scienze fisiche e Storia naturale, dell'Accademia degli Aspiranti naturalisti e della R. Accademia Medico-chirurgica.
Tra i diversi incarichi ricoperti, Briganti fu anche nominato redattore statistico della Commissione di Statistica generale istituita presso il Ministero dell'Interno e Real Segreteria di Stato, commissario speciale per la distruzione dei bruchi che infestavano la Puglia, professore estraneo nella R. Scuola di veterinaria e di agricoltura in Napoli e, nel 1858, «per disposizioni dei Ministeri dell'Interno, e di Agricoltura e Commercio s'ebbe la vigilanza dell'igiene pubblica per I'uso de' funghi».
In segno di stima quand'era in vita, e per renderne poi omaggio alla memoria, furono diversi i micologi che vollero dedicare a Francesco Briganti, e a suo padre Vincenzo, nuove specie, nuovi generi e una nuova famiglia di funghi.

## Attività scientifica
Il 19 luglio 1832, qualche anno dopo la pubblicazione del catalogo dei vegetabili, Briganti lesse al R. Istituto d'Incoraggiamento, il suo primo lavoro originale in cui aveva descritte e figurate due nuove specie di testacei del genere Pupa Draparnaud, 1801. I due nuovi gasteropodi Furono raccolti da Briganti nei dintorni di Vietri di Potenza, e furono denominati con i nomi specifici di P. lucana e di P. unidentata.

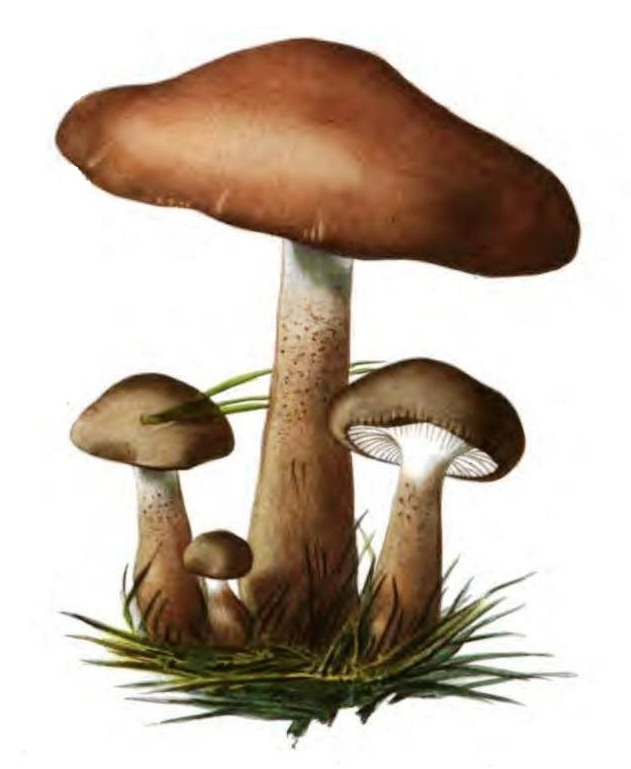
Agaricus albobrunneus Pers., 1801 accettato come Tricholoma albobrunneum (Pers.) P. Kumm., 1871 (Briganti, 1848a)

Nelle intenzioni di Briganti, questa memoria avrebbe dovuto essere la prima di una serie di presentazioni per illustrare, agli accademici dell'Istituto d'Incoraggiamento, gli esemplari di chiocciole terrestri e d'acqua dolce della sua collezione concologica. Ma questa memoria sarebbe rimasta l'unica perché, intanto, gli interessi scientifici di Briganti si erano rivolti alla micologia.

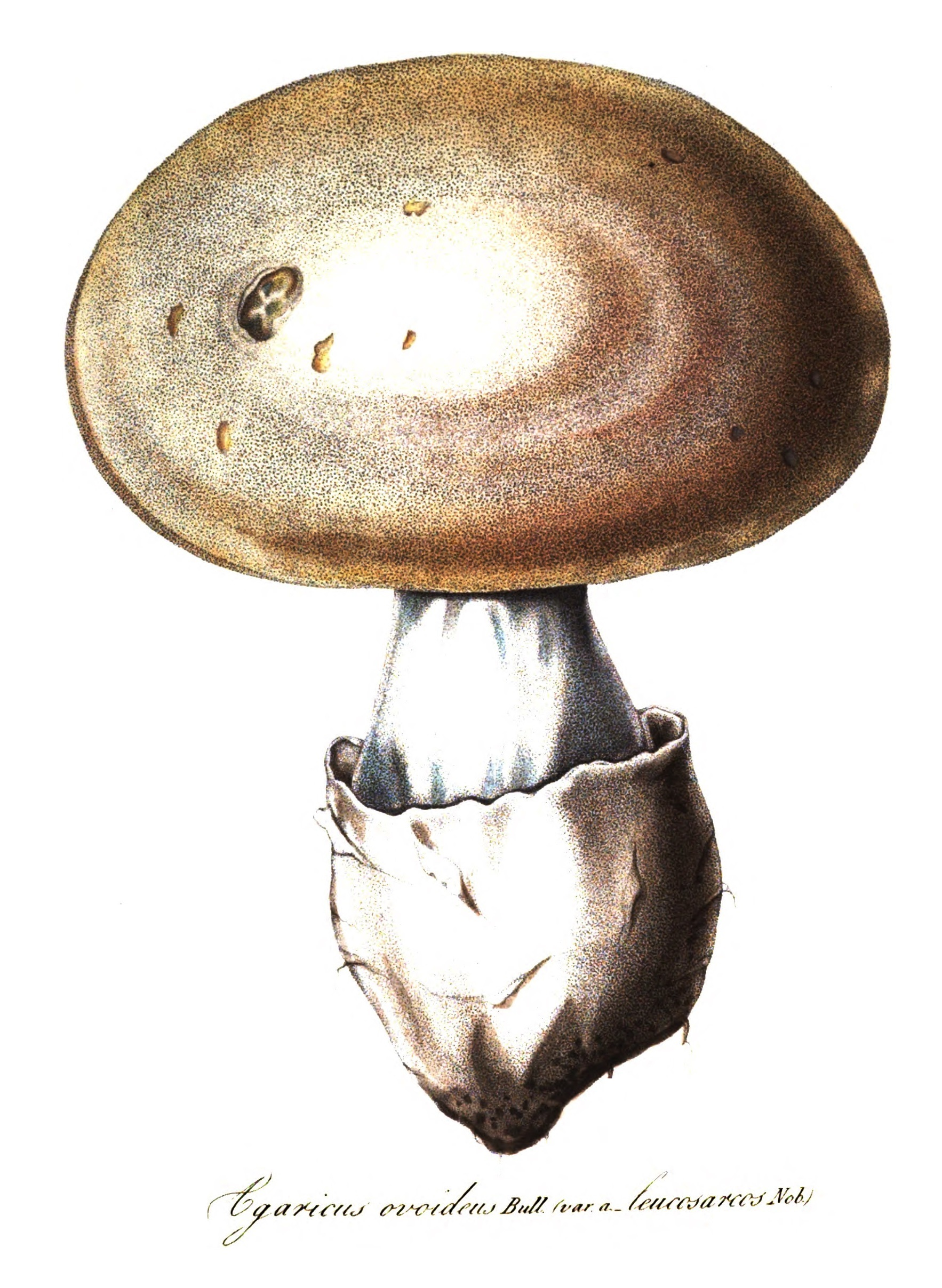
Agaricus ovoideus var. leucosarcos V. Brig., 1837 accettato come Amanita ovoidea (Bull.) Link, 1833 (Briganti, 1848a)

E così nel 1835, allontanandosi «da quella primiera occupazione», Briganti espose in un saggio alcune brevi considerazioni sul genere Schizonia Persoon, 1828 e sulla riforma dei caratteri essenziali di questo genere. Descrisse inoltre e figurò una nuova specie di Schizonia, da lui denominata S. murina, per via «del cappello la cui superficie vedesi ricoperta di morbido pelame bigio più o meno carico, mollo simile alla pelle de' nostri sorci domestici».
A questa prima memoria ne seguirono numerose altre, nelle quali Briganti andò via via illustrando le sue nuove «micologiche scoperte». Alla famiglia dei Porodermei e al genere Polyporus P. Micheli, 1729, Briganti assegnò due piccoli funghi lignicoli, sapro-parassiti, raccolti in Calabria su vecchi sterpi, che descrisse e figurò come specie nuove, denominandole P. calaber e P. nanus.
Alla famiglia Agaricaceae e al genere Agaricus L., 1753, Briganti assegnò invece una «singolare specie di piccol fungo», che denominò A. calyculus e che era stato rinvenuto «nella terra volcanica battuta di un viale del nostro R. Orto Botanico», nel giugno del 1842. Altra nuova specie istituita da Briganti fu la Daedalea hymenopus F. Brig., 1847, descritto nella tornata del 18 agosto 1842, dopo che era stato raccolto, qualche giorno prima, sulla collina dei Camaldoli di Napoli. E sempre dalla collina dei Camaldoli proveniva un fungo che, raccolto da Oronzo Gabriele Costa, fu assegnato da Briganti come nuova specie al genere Agaricus, prendendo il nome di A. camaldulensis F. Brig., 1847.
Intanto, l'Accademia delle Scienze della Società Reale Borbonica, di cui Brigante era socio corrispondente, lo aveva incaricato di riprendere e completare la Monografia de' funghi del nostro Regno che era stata avviata da suo padre Vincenzo nel 1822. L'opera si era interrotta nel 1836, per la morte di Vincenzo Briganti, ed era rimasta inedita e incompiuta.
Adempiendo all'incarico, il 13 luglio 1847, Briganti, con una breve prolusione in latino, presentò all'Accademia le tre memorie, redatte originariamente da suo padre, ma «interamente rifatte, dopo la dispersione da più anni avvenutane nella Real Tipografia».
A queste tre memorie, Briganti aggiunse le sue due originali, già presentate nel 1837 e nel 1839, completando così l'opera monografica sui funghi delle province del Regno iniziata da suo padre. L'opera fu successivamente pubblicata in un volume nel 1848 e poi, nel 1851, negli Atti dell'Accademia, con il titolo di Historia fungorum Regni Neapolitani.

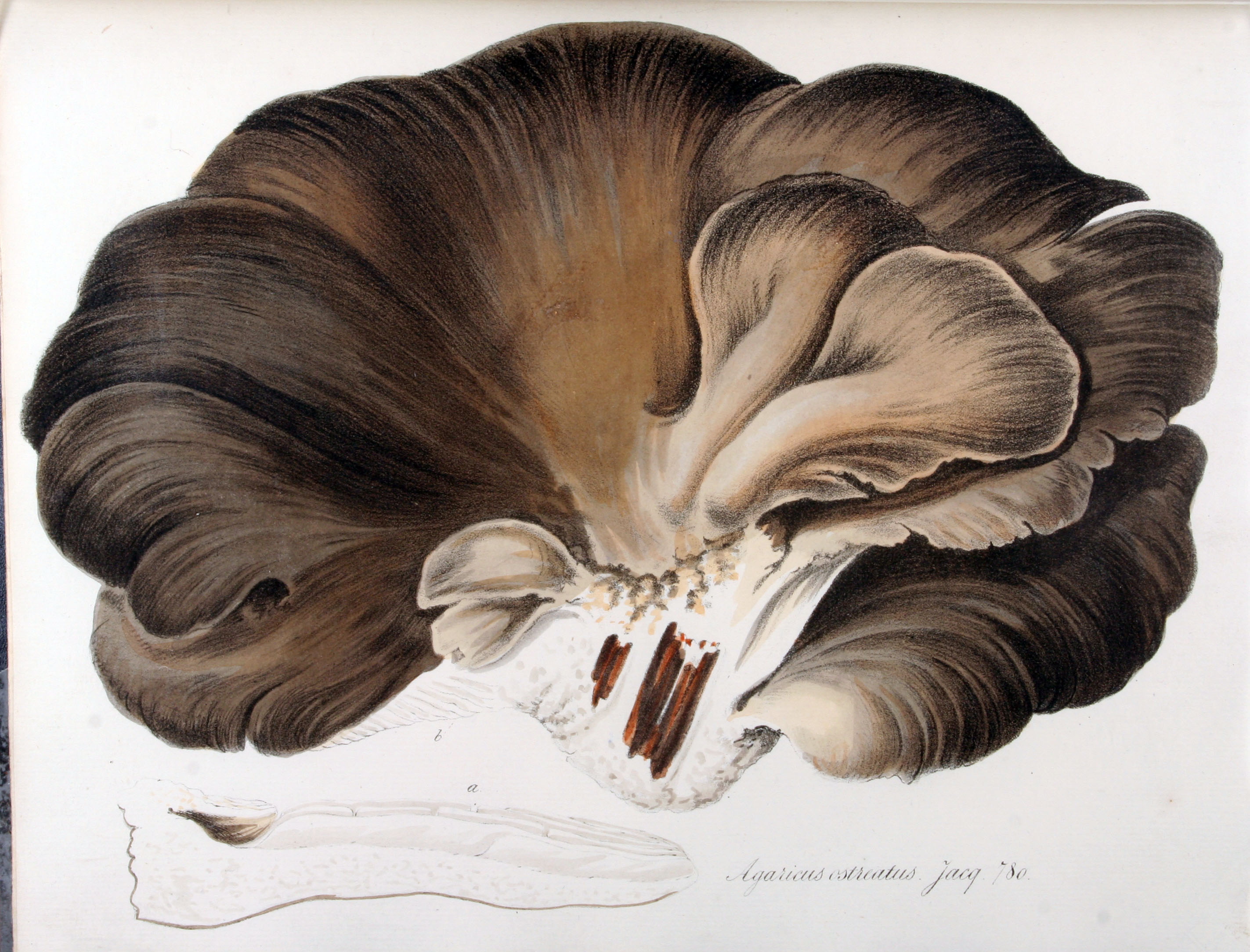
Agaricus ostreatus Jacq., 1774

L'attività micologica di Briganti proseguì anche negli anni successivi. Classificò «un grazioso fungo trovato nelle arene di Cuma», discusse del calcino, malattia del baco da seta causata dal deuteromicete Botrytis bassiana Bals.-Criv., 1835, descrisse delle forme aberranti di Polyporus, rinvenute su vecchi rami di castagno e riconobbe come specie nuove, denominandole Sphaeria versicolor e Pistillaria (?) favosa, altre due specie di «fungherelli» affidatigli per l'identificazione da O. G. Costa e «conservati gelosamente in ampollina di cristallo.
Si occupò anche dell'Agaricus ostreatus Jacq., 1774, un fungo della «famiglia dei carnosi innocenti», che cresce sulla sansa. Ne discusse dettagliatamente la morfologia, lo sviluppo e l'accrescimento, nonché la sistematica e la coltivazione, arricchendo la monografia con un'appendice entomologica con la diagnosi della Tinea ostreatella, nuova specie di tignola infestante del fungo.

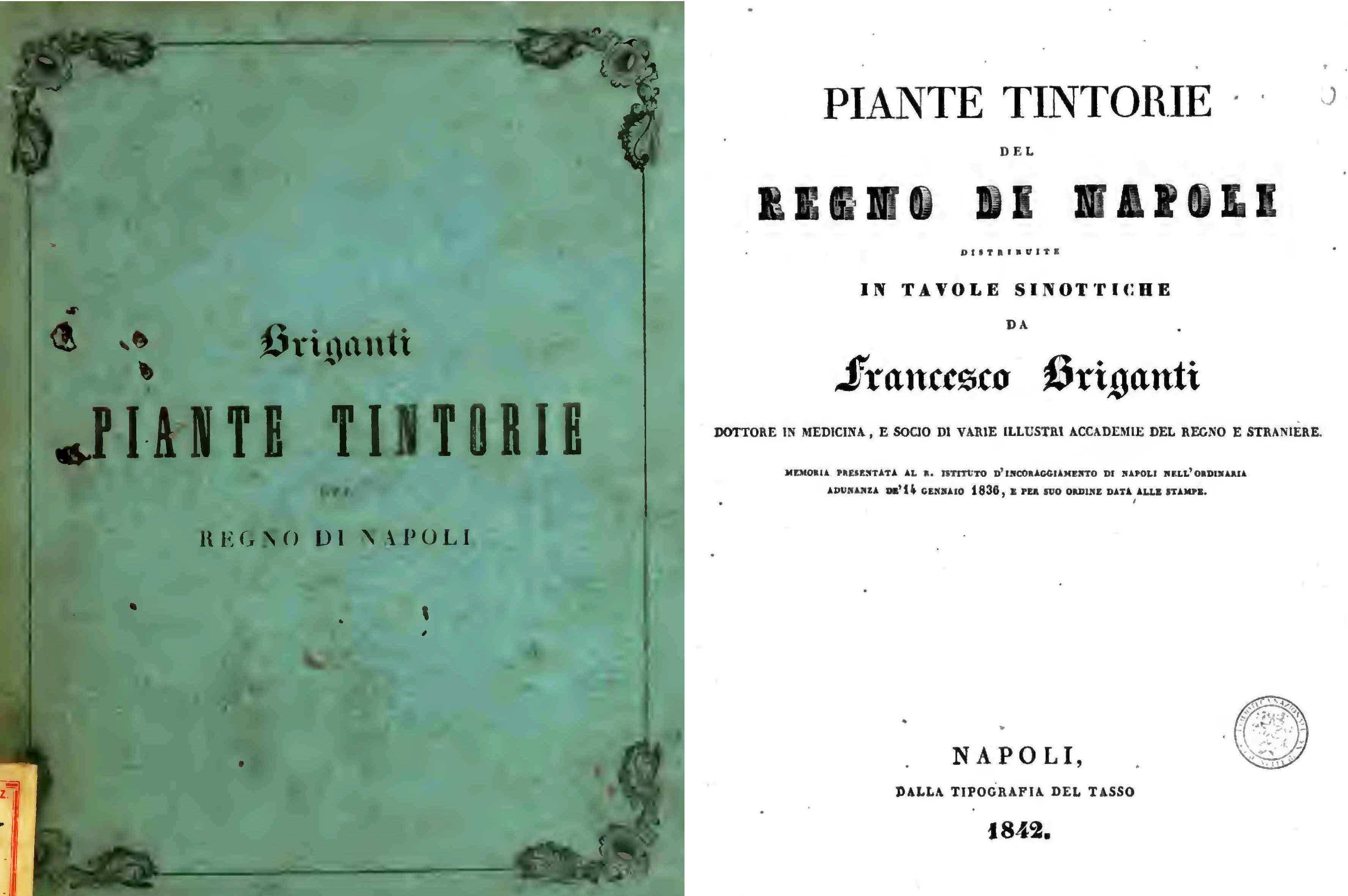
Copertine e frontespizio di Piante tintorie del Regno di Napoli di Francesco Briganti (1842)

Attento inoltre agli aspetti tossicologici della micologia e sensibile ai problemi di igiene pubblica legati alla commestibilità dei funghì, Briganti nel 1864 presentò una proposta «per ovviare agli inconvenienti che minacciano [...] la popolazione... rozza ed inesperta nel cibarsi dei funghi». «Evitando gli estremi del far niente e del proibire troppo» Briganti mise a punto un dettagliato regolamento destinato alla città di Napoli mentre, per le province del Regno, per le quali era improponibile un regolamento, avanzò pratici suggerimenti per «allontanare gli avvelenamenti o di menomarli».
L'interesse di Briganti per gli aspetti pratici della botanica, non fu rivolto solo alla medicina dei semplici e alle implicazioni tossicologiche del consumo alimentare dei funghi, ma spaziò in vari altri settori della disciplina, con specifico riguardo all’uso delle piante per ottenere principi attivi o prodotti funzionali a diversi contesti produttivi.
Il suo primo contributo, su questi argomenti di botanica economica, fu pubblicato del 1840. Briganti illustrò e discusse di una sostanza gommosa, raccolta in Basilicata ed essudata dai tronchi di vecchie querce, di cui suggerì l'uso «a vantaggio della dipintura ad acquerello».
E, su un tema analogo, quale l'utilizzo delle piante nell'arte tintoria, Brigante pubblicò, qualche anno più tardi, quella che sarebbe stata definita una «memoria importantissima», un «pregevole lavoro, forse a torto dimenticato».

L'opera monografica, presentata all'Istituto d'Incoraggiamento già nel gennaio del 1836, volle essere un repertorio completo, compilato in forma di tavole sinottiche arricchite da note descrittive, delle oltre settecento specie conosciute di Piante tintorie che crescevano spontaneamente nel Regno di Napoli. Di queste piante Briganti riportò l'elenco, in ordine alfabetico di denominazione scientifica con le principali sinonimie e, accanto a ogni specie, in distinte colonne, «le varie parti de' vegetabili sotto quei colori che dalle medesime si ricavano». 

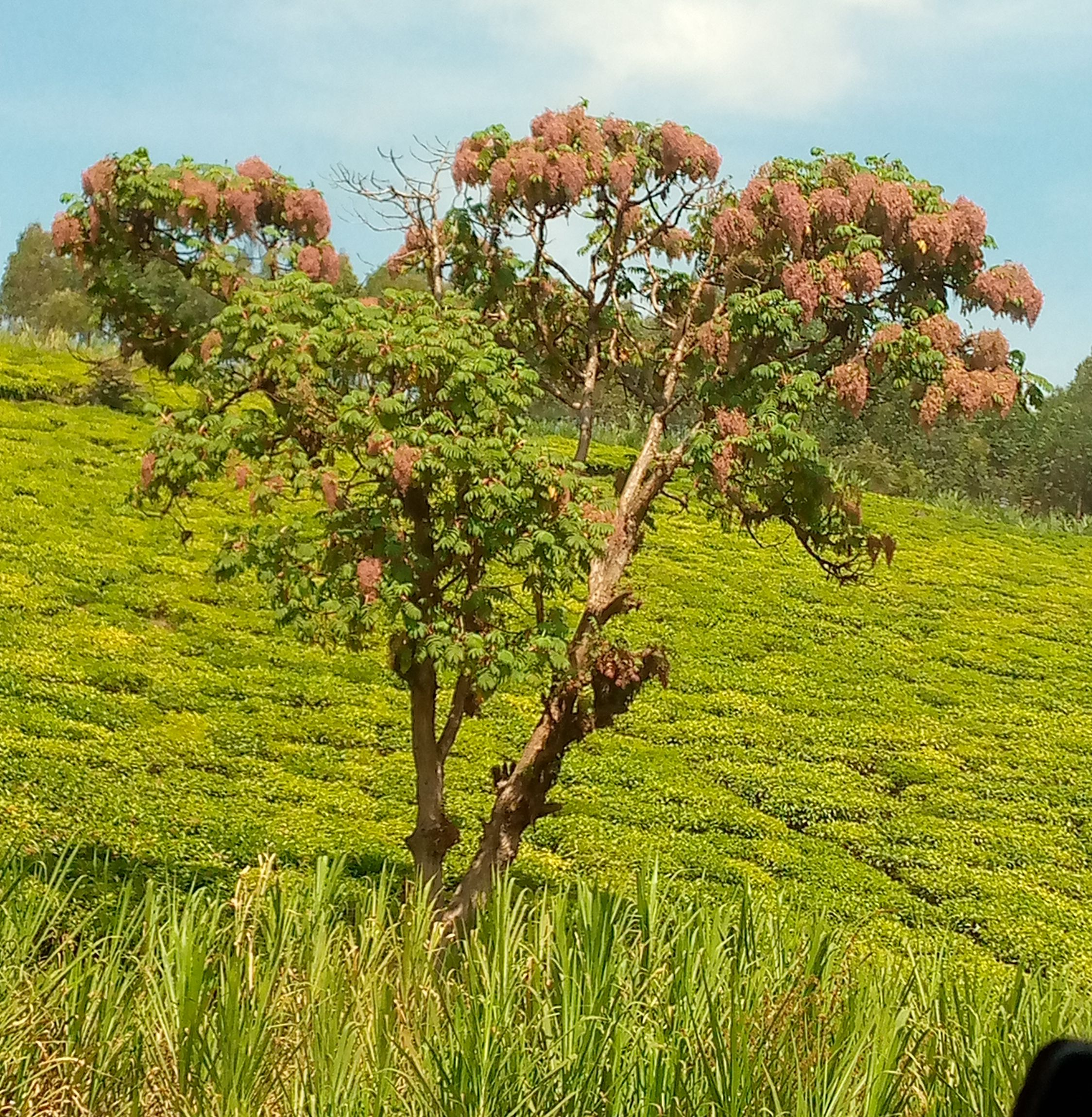
Banksia abyssinica Bruce, 1790 accettata come Hagenia abyssinica (Bruce) J.F. Gmel, 1791

A completamento, Briganti inserì un «copioso» indice alfabetico dei nomi italiani di tutte le specie elencate e dei loro sinonimi, con un'appendice con i nomi di quelle piante, omesse dalle tavole sinottiche, ma citate nelle note.
E, sempre in tema di pigmenti tintori, espose nel 1845 alla R. Accademia delle Scienze, osservazioni e pensieri sulla porpora di Tiro.
Intanto, nell'estate del 1843, su incarico dell'Istituto d'Incoraggiamento, svolse delle esperienze intorno ai metodi di macerazione a secco del lino e, in una nota, riconobbe come appartenente alla Banksia abyssinica Bruce, 1790, un «piccol saggio di un vegetabile esotico non conosciuto», presentato alla R. Accademia delle Scienze, da Mariano Semmola, nel 1842.
Briganti, inoltre, fu relatore o componente di diverse commissioni per le quali produsse relazioni e ragguagli. Nel 1858 relazionò sulla malattia dominante dei bachi da seta, che si era diffusa dalla Francia in Italia e aveva assunto i caratteri di una epizoozia, causando ingenti danni alla bachicoltura e all'industria serica.
E una relazione fu anche l'ultimo lavoro di Briganti. Su incarico dell'Istituto d'Incoraggiamento, e assieme a Domenico Presetti, Briganti si occupò di un'indagine sullo stato «dell'arte di conciar pelli» nelle province del Regno, le cui conclusioni furono oggetto di un rapporto presentato all'Istituto nel 1865 e pubblicato postumo nel 1866.

## Contributi scientifici

### Lavori originali
- Catalogus simplicium pharmacorum Musei Materiae medicae in Regia Studiorun Universitate ad usum Medicae juventutis, De regno vegetabili, Napoli, Officina Bibliographica et Typographica, Ottobre 1825,  pp. 1–71.
- Memoria su due nuove specie di testacei spettanti al Genere Pupa. Letta nella tornata accademica de' 19 luglio 1832 dal socio corrispondente signor Francesco Briganti, in Atti R. Ist. d'incoraggiamento alle Sc. Nat. di Napoli, V (I), Napoli, Tip. Francesco Fernandes, 1834,  pp. 221–237, Fig. 1-14.
- Descrizione di una specie di Schizonia (Pers.) con alcune riflessioni sulla riforma de' caratteri essenziali di questo genere. Letta nella tornata del di' 12 aprile 1835 dal socio corrispondente Francesco Briganti, in Atti R. Ist. d'incoraggiamento alle Sc. Nat. di Napoli, VI (I), Napoli, Tip. Torchi del Tramater, 1840,  pp. 53–63, Fig. 1-5.
- Descrizione di due nuove e rare specie di funghi della famiglia dei Porodermei. Letta nella seduta del di' 26 aprile 1838 dal socio ordinario Francesco Briganti, in Atti R. Ist. d'incoraggiamento alle Sc. Nat. di Napoli, VI (I), Napoli, Tip. Torchi del Tramater, 1840,  pp. 139–152, fig. 1-7.
- Della sostanza gommosa che geme dai vecchi tronchi delle querce, e del modo di trarne profitto per la pittura. Dissertazione letta nella tornata de' 21 marzo 1839 dal socio ordinario Francesco Briganti, in Atti R. Ist. d'incoraggiamento alle Sc. Nat. di Napoli, VI (I), Napoli, Tip. Torchi del Tramater, 1840,  pp. 275–289.
- Piante tintorie del Regno di Napoli distribuite in tavole sinottiche da Francesco Briganti dottore in medicina e socio di varie illustri accademie del Regno e straniere. Memoria presentata al R. Istituto d'incoraggiamento di Napoli nell'ordinaria adunanza de' 14 gennaio 1836, e per suo ordine data alle stampe, Napoli, Tip. del Tasso, 1842,  pp. 1–73.
- Illustrazione di una pianta medicinale de' luoghi dell'Abissinia. Nota del socio corrispondente Francesco Briganti, in Rend. Acc. Sc. Soc. R. Borbonica Napoli, I, n. 4, Napoli, Stab. Tip. Dell'Aquila, 1842,  pp. 258–259.
- Relazione sopra alcuni funghetti trovati sulla terra volcanica battuta di un viale dell'Orto botanico, in Rend. Acc. Sc. Soc. R. Borbonica Napoli, I, n. 4, Napoli, Stab. Tip. Dell'Aquila, 1842,  pp. 71–72.
- Poche parole sopra un prodigioso numero dì acalefi, del genere Velella, comparsi nel golfo di Salerno verso la fine di novembre 1842 del sig. Francesco Briganti socio corrispondente, in Rend. Acc. Sc. Soc. R. Borbonica Napoli, II, n. 7, Napoli, Stab. Tip. Dell'Aquila, 1843,  pp. 15–17.
- Osservazioni e pensieri su la porpora degli antichi del socio corrispondente Francesco Briganti. Discorso letto alla Reale Accademia delle Scienze dl Napoli il dì 21 del 1845, nell'occasione del dono di due opuscoli intorno allo stesso argomento fattole da' signori Bisio e Fusinieri, in Rend. Acc. Sc. Soc. R. Borbonica Napoli, IV, n. 19, Napoli, Stab. Tip. Dell'Aquila, 1845,  pp. 54–56 e pp. 191-196.
- Degli esperimenti intorno alla macerazione del lino a secco, eseguiti nell'anno 1843 per ordine del Reale Istituto d'Incoraggiamento di Napoli. Letto dal socio ordinario Francesco Briganti nella tornata de' 14 marzo 1844, in Atti R. Ist. d'Incoraggiamento alle Sc. Nat. di Napoli, VII, Napoli, Tip. Ministero di Stato degli Affari Interni, 1847,  pp. 281–289.
- Descrizione di un nuovo fungo del genere delle dedalee e del suo uso medico-economico, letta nel Reale Istituto d'incoraggiamento alle Scienze naturali il dì 18 agosto 1842 dal socio ordinario Francesco Briganti, in Atti R. Ist. d'incoraggiamento alle Sc. Nat. di Napoli, VII (I), Napoli, Tip. Ministero di Stato degli Affari Interni, 1847,  pp. 97–104, fig. 1-5.
- Una nuova specie di fungo del genere Agaricus, illustrata. Adunanza del 8 febbrajo 1847 (PDF), in Annali Acc. Aspiranti naturalisti, I (II), Napoli, Stab. Tip. Francesco Azzolino, 1847,  pp. 57–64.
- Necrologia de' Soci ordinari. Barone Giuseppe Nicola Durini, in Atti R. Ist. d'incoraggiamento alle Sc. Nat. di Napoli, VII (I), Napoli, Tip. Ministero di Stato degli Affari Interni, 1847,  pp. 445–466.
- Necrologia de' Soci ordinari. Fra Michele Klain, in Atti R. Ist. d'incoraggiamento alle Sc. Nat. di Napoli, VII (I), Napoli, Tip. Ministero di Stato degli Affari Interni, 1847,  pp. 407–419.
- Ad praeclarissimos doctissimosque viros Regiae Scientiarum Academiae Neapolitanae. Breve discorso letto all'Accademia dal. socio corrispondente Francesco Briganti nel presentare le tre Memorie del defunto di lui padre Vincenzo su' Funghi del nostro Regno, in Rend. Acc. Sc. Soc. R. Borbonica Napoli, VI (I), n. 34, Napoli, Gabinetto Bibliografico e tipografico, 1847,  pp. 307–309.
- Su d'una situazione abnormale del frutto dell'Opunzia (Fico d'India), in Rend. Acc. Sc. Soc. R. Borbonica Napoli, II (n.s.), Napoli, Stab. Tip. Gaetano Nobile, 1853,  pp. 35–37.
- Classificazione di un grazioso fungo trovato nelle arene di Cuma, in Il Giambattista Vico Giornale Scientifico, I, Napoli, Giuseppe Dura libraio, 1857,  pp. 253–257.
- Relazione sulle risposte al programma pubblicato nel dì 8 aprile 1858 dal R. Istituto d'incoraggiamento di Napoli intorno alla dominante malattia de' bachi da seta scritta dal socio ordinario Francesco Briganti, in Relazioni intorno alla malattia dominante ne' Bachi da seta nell'està del 1858, in risposta al programma nel dì 8 aprile 1858 pubblicato dal R. Istituto d'incoraggiamento alle Scienze naturali scritte da' suoi soci ordinari Oronzio G. Costa e Francesco Briganti e dal socio corrispondente Achille Costa., Napoli, Tip. Via S. Girolamo, 1859,  pp. 1–139, tav. I-III.
- Appendice alla precedente relazione, ove si tratta delle risposte al programma, pubblicato dal R. Istituto d'incoraggiamento di Napoli, su la malattia de' bachi da seta. Rapporto per la provincia di Campobasso, Napoli, 1859.
- Osservazioni sopra due Funghi minutissimi pel socio Francesco Briganti, in Annali Acc. Aspiranti naturalisti, I (III), Napoli, Stamp. Antonio Cons, 1861,  pp. 21–26.
- Su talune produzioni fungose dei vecchi rami di castagno pel Socio Prof. Francesco Briganti, in Annali Acc. Aspiranti naturalisti, I (III), Napoli, Stamp. Antonio Cons, 1861,  pp. 29–34.
- Intorno ai mezzi di prevenire gli avvelenamenti per funghi in queste province meridionali d'Italia. Proposta del socio ordinario Francesco Briganti letta al R. Istituto d'incoraggiamento alle Scienze naturali, nella tornata de' 21 agosto 1862, in Atti R. Ist. d'incoraggiamento alle Sc. Nat. di Napoli, XII (I), Napoli, Stab. Tip. R. Istituto d'incoraggiamento, 1864,  pp. 1–14.
- Di una produzione fungosa che viene dal pastone delle ulive. Memoria del socio ordinario Francesco Briganti letta al R. Istituto d'incoraggiamento nella tornata del 10 settembre 1863, in Atti R. Ist. d'incoraggiamento alle Sc. Nat. di Napoli, XII (I), Napoli, Stab. Tip. R. Istituto d'incoraggiamento, 1864,  pp. 259–278, tav. I.
- (In collaborazione con Domenico Presutti), Rapporto intorno all'arte di conciar pelli, in Atti R. Ist. d'incoraggiamento alle Sc. Nat. Econom. e Tecnol. di Napoli, II (II), Napoli, Stab. Tip. R. Istituto d'incoraggiamento, 1866,  pp. 211–222.

### Lavori inediti di Vincenzo Briganti ampliati e pubblicati da Francesco Briganti
- Oratio de plantis apud veteres nomen habentibus, in qua Loranthi europaei ac Visci albi historiam exponitur, habita in Regia Scientiarum Academia III idus decembris MCCCXI. Opus nunc primum ab ejusdem filio F.B. typis mandatum, cum nonnullis notulus, et iconibus aere sculptis, Napoli, 1838.
- Historia fungorum Regni Neapolitani picturis ad naturam ductis illustrata, opus inchoatum a Vincentio Briganti in Archigymnasio Neapolitano Pub. Profess., Reg. Scient. Academ. Soc., etc. Atque a Francisco ejus filio, additis observationibus pluribus ac figuris, continuatum et in luce editum, Napoli, Regia Typographia, 1848,  pp. I-XVI e 1-140, tav. I-XLVI.[73]
- Vincentii Briganti posthuma dissertatio De agarico ex potus coffeae faece enascente cui adjiciuntur Francisci Briganti annotatiunculae atque tabulae quatuor aere insculptae, Napoli, ex Officina Regia, 1848.